# Міддлтаун (Коннектикут)
Міддлтаун (англ. Middletown) — місто (англ. city) в США, в окрузі Міддлсекс штату Коннектикут. Населення — 47 717 осіб (2020).

## Історія
7 лютого 2010, близько 11:30 за місцевим часом, на працюючій газовій теплоелектростанції міста стався сильний вибух, що викликав численні людські жертви та руйнування. Гуркіт його було чути на відстані 25 кілометрів від Міддлтауна.

## Географія
Місто Міддлтаун розташоване у північно-східній частині США, у штаті Коннектикут. Воно лежить на берегах річки Коннектикут, за 28 кілометрів на південь від міста Гартфорда, столиці цього штату. Міддлтаун є адміністративним центром федерального округу Миддлсекс. У Міддлтауні розташований кампус Весліанского університету, одного з найпрестижніших приватних університетів Америки.
Міддлтаун розташований за координатами 41°32′58″ пн. ш. 72°39′28″ зх. д. / 41.54944° пн. ш. 72.65778° зх. д. (41.549534, -72.657719). За даними Бюро перепису населення США в 2010 році місто мало площу 109,72 км², з яких 106,24 км² — суходіл та 3,49 км² — водойми.

## Демографія
Згідно з переписом 2010 року, у місті мешкало 47 648 осіб у 19 863 домогосподарствах у складі 10 956 родин. Густота населення становила 434 особи/км². Було 21223 помешкання (193/км²).
Расовий склад населення:
| - 75,8 % — білих - 12,8 % — чорних або афроамериканців - 4,9 % — азіатів - 0,2 % — корінних американців - 0,1 % — вихідців з тихоокеанських островів - 2,5 % — осіб інших рас |

До двох чи більше рас належало 3,7 %. Частка іспаномовних становила 8,3 % від усіх жителів.
За віковим діапазоном населення розподілялося таким чином: 19,1 % — особи молодші 18 років, 67,7 % — особи у віці 18—64 років, 13,2 % — особи у віці 65 років та старші. Медіана віку мешканця становила 37,0 року. На 100 осіб жіночої статі у місті припадало 94,4 чоловіків; на 100 жінок у віці від 18 років та старших — 91,2 чоловіків також старших 18 років.
Середній дохід на одне домашнє господарство становив 83 645 доларів США (медіана — 63 691), а середній дохід на одну сім'ю — 101 148 доларів (медіана — 87 078). Медіана доходів становила 58 192 долари для чоловіків та 51 908 доларів для жінок. За межею бідності перебувало 11,0 % осіб, у тому числі 16,9 % дітей у віці до 18 років та 7,0 % осіб у віці 65 років та старших.
Цивільне працевлаштоване населення становило 24 962 особи. Основні галузі зайнятості: освіта, охорона здоров'я та соціальна допомога — 29,4 %, виробництво — 11,7 %, науковці, спеціалісти, менеджери — 10,3 %, фінанси, страхування та нерухомість — 9,8 %.

## Міста-побратими
- Меліллі, Італія
- Каєй, Пуерто-Рико

## Відомі містяни
У Міддлтауні народилися:
- Дін Ачесон (1893—1971), Міністр закордонних справ США
- Стівен Чедвік (1825—1895), американський політик, губернатор Орегона
- Жюль Дассен (1911—2008), кінорежисер
- Фредерік Тру (1858—1914), біолог
- Джон ван Флек (1899—1980), фізик

У Міддлтауні померла:
- Шарлотта Барнум (1860—1934), американський математик і громадський діяч

## Галерея

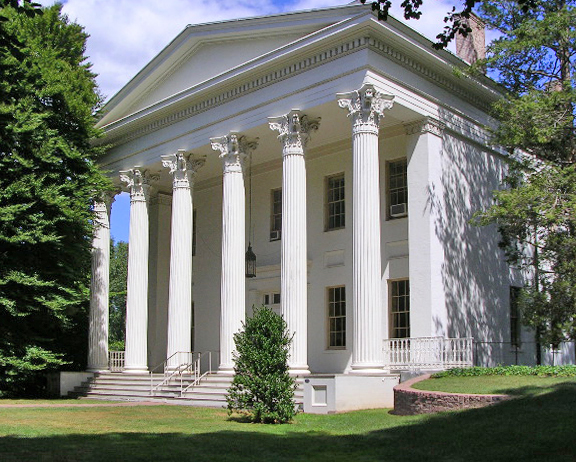